# Abutilon megapotamicum
Abutilon megapotamicum, comummente conhecida como farolito-do-japão, é uma espécie botânica de plantas da família das Malváceas, muito cultivada como uma espécie ornamental, sendo que já não se lhe conhecem populações selvagens expressivas.

## Nomes
Dá ainda pelos seguintes nomes comuns: campainhas; campainhas-da-madeira; malva-indiana (não confundir com a abutilon indicum, que consigo partilha este nome); lanterna-japonesa, também grafada lanterninha-japonesa,(não confundir com a Abutilon striatum, que consigo também partilha estes dois nomes); sininho; chapéu-de-cardeal; e abutilhão (denominação comummente atribuída a qualquer uma das espécies do género Abutilon).

### Etimologia
Do que toca ao nome científico:
- O nome genérico, Abutilon, trata-se de uma latinização do substantivo árabe abū ṭīlūn (أَبُو طِيلُون ) que significa «malva indiana».[7]
- O epíteto específico, megapotamicum, provém do grego antigo e resulta da aglutinação dos étimos mégas (μέγας)[8], que significa «grande», e potamos (ποταμός)[9], que significa «rio; ribeiro», o que configura a noção de «rio grande».[2]

Do que toca aos nomes comuns:
- Os nomes alusivos a lanternas e a farolitos prendem-se com o formato da flor, que lembra uma lanterna de papel de estilo asiático. [10]

- Os nomes alusivos a campainhas e sinos também se prendem com o formato da flor, mas por alusão a esses instrumentos musicais.[2] [10]

- Os nomes «malva-indiana» e «abutilhão» são reiterações do nome científico, o primeiro traduzido para português[7][1], o segundo só com a grafia aportuguesada.[6]

## Distribuição
Trata-se de uma nativa de regiões tropicais, como o Brasil, a Argentina e o Uruguai. Encontra-se classificada como espécie exótica introduzida em Portugal Continental.

## Descrição
O farolito-do-japão é um arbusto perenifólio de textura semi-lenhosa de ramagem ramificada e escadente, que pode crescer até aos 3 metros.
Conta com flores de grande valor ornamental, as quais exibem um formato tubuloso-campanulado. São flores solitárias, de posicionamento axilar e pendular. Caracterizam-se pelo cálice vermelho, corola amarela e longos estames castanhos, em forma de cacho. Floresce todo o ano, sendo que o faz com mais intensidade no verão e atrai muitos insectos polinizadores e beija-flores.
Os esquizocarpos têm mericarpos polispérmicos.
As folhas são alternas, pecioladas e glabras, têm um formato que vai do cordiforme ao lanceolado. Por vezes, podem apresentar-se ligeiramente trilobadas. Os rebordos das folhas têm um feitio grosseiramente crenado-serrado, com a ponta acuminadas. No que toca à coloração, as folhas são verdes, podendo apresentar manchas amareladas.

## Cultivo
Privilegia espaços com boa exposição solar ou com sombra só durante parte do dia e solos férteis. Não suporta espaços demasiado secos.
Recomenda-se cortar as flores secas, por molde a evitar o destelar das sementes, para tentar prolongar a longevidade da planta. Há muitas variedades desta espécie, cultivadas pelas suas qualidades ornamentais. As espécies deste género botânico são particularmente resistentes aos fungos do género Armillaria.

## Usos
As flores desta planta são comestíveis, sejam cozinhadas, sejam frescas. Têm um sabor agradável e adocicado, quando cruas. O dulçor das flores advém do néctar, o qual continua a ser produzido enquanto as flores estejam abertas.